# Anime Festival Orlando
Anime Festival Orlando (AFO) là ba ngày hội nghị anime được tổ chức vào mùa hè tại Khu nghỉ dưỡng quốc tế Wyndham Orlando ở Orlando, Florida.

## Hoạt động
Hội nghị thường cung cấp nội dung cosplay, quán cà phê, bảng điều khiển, nhà cung cấp và phòng trò chơi video. Một trò chơi tương tác "Dessertia" được tổ chức trong hội nghị. Sự kiện từ thiện của hội nghị năm 2009 đã mang lại lợi ích cho trò chơi trẻ em.

## Lịch sử
Hội nghị được bắt đầu tổ chức vào tháng 12 năm 1999. AFO chia sẻ không gian với giám đốc lưu trữ hội nghị khác Jeb Bush vào năm 2006.

## Lịch sử lễ hội
| Thời gian                     | Địa điểm                                                    | Số người tham dự | Tham dự |
| ----------------------------- | ----------------------------------------------------------- | ---------------- | --- |
| Ngày 19–20, tháng 8, năm 2000 | Khách sạn Gateway Plaza Kissimmee, Florida                  | 450              | Steve Bennett, Marshall Hash, and Wendee Lee. |
| Ngày 27–29, tháng 7, năm 2001 | Suối nước nóng Orlando/Altamonte Altamonte Springs, Florida | 1,000            | Steve Bennett, Chynna Clugston-Major, Marshall Hash, Wendee Lee, Doug Smith, and Yoshiki Tokushu. |
| Ngày 16–18, tháng 8, năm 2002 | Cổng thế giới thời Phục hưng Kissimmee, Florida             |                  | Hiroshi Aro, Steve Bennett, Keith Burgess, Lindsay Cibos, Chynna Clugston-Major, Robert DeJesus, Ben Dunn, Marshall Hash, Jared Hodges, Wendee Lee, Jan Scott-Frazier, Doug Smith, Miyuki Sugimori, và Yoshiki Tokushu.       |
| Ngày 1–3, tháng 8, năm 2003   | Khu nghỉ dưỡng Orlando Orlando, Florida                     |                  | Steve Bennett, Lindsay Cibos, Robert DeJesus, Tiffany Grant, Jared Hodges, Wendee Lee, Chris Patton, Meredith Placko, Jack Povlitz, và Jan Scott-Frazier.                                                                     |
| Ngày 6–8, tháng 8, năm 2004   | Khu nghỉ dưỡng Orlando Orlando, Florida                     |                  | Steve Bennett, Sandy Fox, Lex Lang, Trish Ledoux, Wendee Lee, Meredith Placko, Jan Scott-Frazier, Doug Smith, và Toshifumi Yoshida.                                                                                           |
| Ngày 5–7, tháng 8, năm 2005   | Khu nghỉ dưỡng Orlando Orlando, Florida                     |                  | Tom Bateman, Steve Bennett, Bob Bergen, Michael Dobson, Sandy Fox, Lex Lang, Tony Oliver, Chris Sabat, Jan Scott-Frazier, Doug Smith, và Steve Yun.                                                                           |
| Ngày 28–30, tháng 7, năm 2006 | Khu nghỉ dưỡng Orlando Orlando, Florida                     |                  | Lindsay Cibos, Aaron Dismuke, Quinton Flynn, Marc Handler, Jared Hodges, Vic Mignogna, Jeff Nimoy, Chris Sabat, Doug Smith, Veronica Taylor, và Travis Willingham.                                                            |
| Ngày 3–5, tháng 8, năm 2007   | Khu nghỉ dưỡng Orlando Orlando, Florida                     |                  | Lindsay Cibos, Colleen Clinkenbeard, Jason David Frank, Marc Handler, Jared Hodges, Chris Sabat, Doug Smith, Sonny Strait, và Travis Willingham.                                                                              |
| Ngày 15–17, tháng 8, năm 2008 | Khu nghỉ dưỡng Orlando Orlando, Florida                     |                  | Colleen Clinkenbeard, Aaron Dismuke, Richard Epcar, Jason David Frank, Reuben Langdon, Chris Patton, Monica Rial, Doug Smith, Ellyn Stern, Travis Willingham, và Stephanie Yanez.                                             |
| Ngày 31/7–2/8, năm 2009       | Khu nghỉ dưỡng Orlando Orlando, Florida                     |                  | Robert Axelrod, Colleen Clinkenbeard, Aaron Dismuke, Jason David Frank, Reuben Langdon, Vic Mignogna, Chris Sabat, Doug Smith, và Sonny Strait.                                                                               |
| Ngày 5–8, tháng 8, năm 2010   | Khu nghỉ dưỡng Orlando Orlando, Florida                     |                  | Jason David Frank, Reuben Langdon, Tony Oliver, Daniel Southworth, Sonny Strait, Jessica Straus, David Yost, và Tommy Yune.                                                                                                   |
| Ngày 4–7, tháng 8, năm 2011   | Khu nghỉ dưỡng Orlando Orlando, Florida                     |                  | Johnny Yong Bosch, Quinton Flynn, Blake Foster, Jason David Frank, Reuben Langdon, Wendee Lee, Dan Southworth, John Swasey, và Cristina Vee.                                                                                  |
| Ngày 3–5, tháng 8, năm 2012   | Khu nghỉ dưỡng Orlando Orlando, Florida                     |                  | Grey DeLisle, D. C. Douglas, Richard Epcar, Jason David Frank, Kyle Hebert, Jason Narvy, Dan Southworth, Ellyn Stern, Sonny Strait, và Tara Strong.                                                                           |
| Ngày 16–18, tháng 8, năm 2013 | Thời Phục hưng Orlando tại thế giới biển Orlando, Florida   |                  | Debi Derryberry, D.C. Douglas, Final Weapon, Jennifer Hale, HDninja, Ali Hillis, Jason Narvy, Tony Oliver, Bryce Papenbrook, Random Encounter, Rino Romano, S.S. Hanami, Paul Schrier, Stephanie Sheh, và Mike Sinterniklaas. |
| Ngày 25–27, tháng 7, năm 2014 | Khu nghỉ dưỡng Orlando Orlando, Florida                     |                  | Lucien Dodge, Reuben Langdon, Erica Mendez, Sean Schemmel, Stephanie Sheh, Cristina Vee, và Kari Wahlgren. |
| Ngày 14–16, tháng 8, năm 2015 | Khu nghỉ dưỡng Orlando Orlando, Florida                     |                  | Dante Basco, Todd Haberkorn, Reuben Langdon, Eric Stuart, và Veronica Taylor. |
| Ngày 29–31, tháng 7, năm 2016 | Khu nghỉ dưỡng Orlando Orlando, Florida                     |                  | Gregg Berger, Richie Branson, Aaron Dismuke, Todd Haberkorn, Reuben Langdon, Vic Mignogna, Mark Musashi, Stephanie Sheh, Mike Sinterniklaas, và John Swasey.                                                                  |
| Ngày 9–11, tháng 6, năm 2017  | Khu nghỉ dưỡng Orlando Orlando, Florida                     |                  | Robert Axelrod, Bruce Carr, Barbara Dunkelman, Caitlin Glass, Kazha, Josh Keaton, Reuben Langdon, và Arryn Zech. |
| Ngày 3–5, tháng 8, năm 2018   | Khu nghỉ dưỡng quốc tế Wyndham Orlando Orlando, Florida     |                  | Bruce Carr, Colleen Clinkenbeard, Dorah Fine, Reuben Langdon, và John Swasey. |
| Ngày 9–11, tháng 8, năm 2019  | Khu nghỉ dưỡng quốc tế Wyndham Orlando Orlando, Florida     |                  | Steve Blum, Johnny Yong Bosch, Dorah Fine, Jason David Frank, Billy Kametz, Reuben Langdon, Mary Elizabeth McGlynn, Mega Ran, Tony Oliver, và Dan Southworth.                                                                 |
| Ngày 6-8, tháng 11, năm 2020  | Khu nghỉ dưỡng quốc tế Wyndham Orlando Orlando, Florida     |                  | Dorah Fine, Kyle Hebert, Brittney Karbowski, Christina Marie Kelly, Jamie Marchi, Monica May, Alycia Purrott, Aaron Roberts, và Keith Silverstein.                                                                            |